# Liste des intercommunalités de Seine-et-Marne

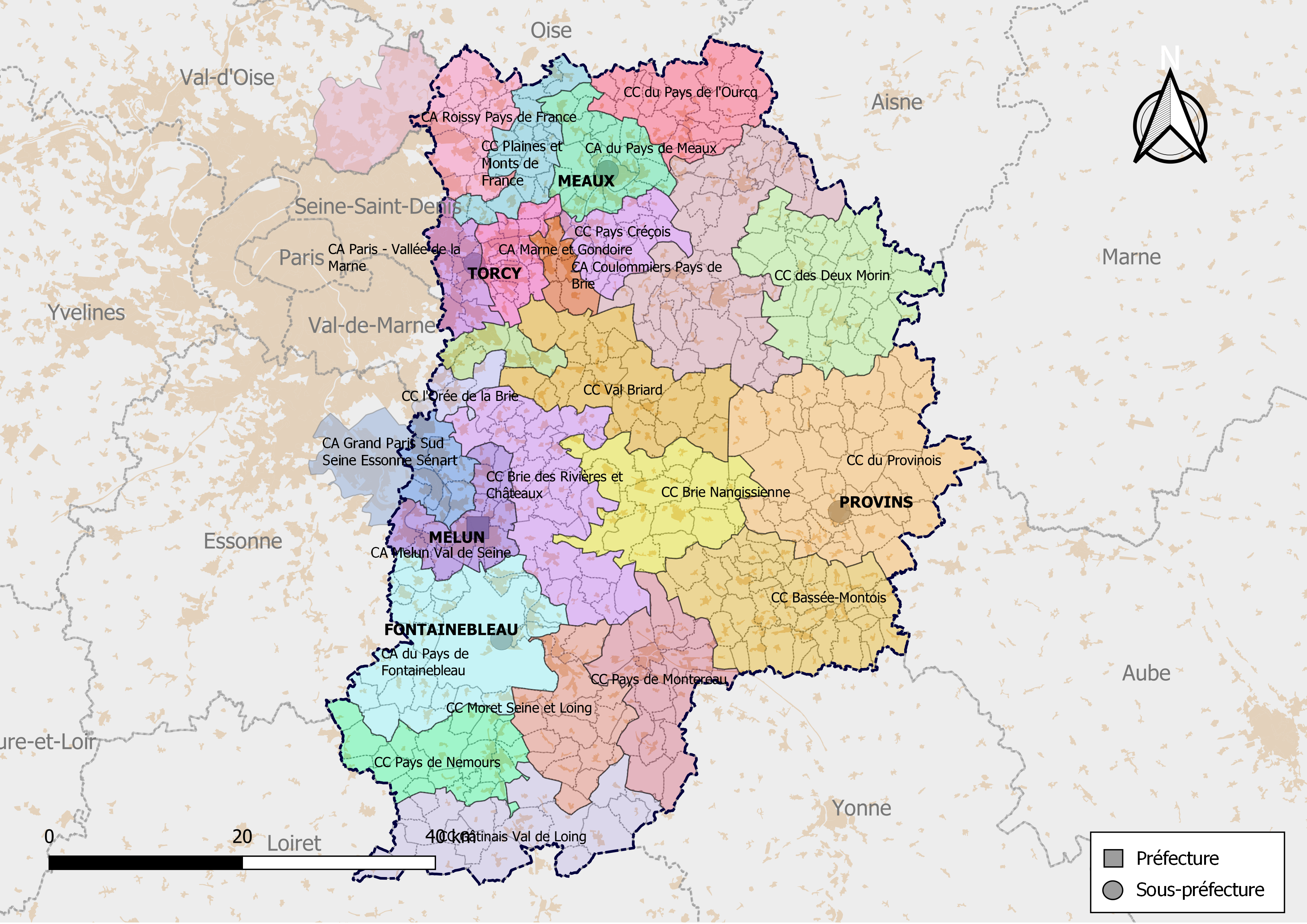
Carte des EPCI de Seine-et-Marne au 1er janvier 2019.

Le département de Seine-et-Marne compte au 1er janvier 2020 21 établissements publics de coopération intercommunale à fiscalité propre dont le siège est dans le département (7 communautés d'agglomération et 14 communautés de communes), dont un qui est interdépartemental. Par ailleurs 25 communes sont groupées dans 2 intercommunalités dont le siège est situé hors département.
Au 1er janvier 2020, le département compte également 249 syndicats : 173 syndicats de communes, 64 syndicats mixtes fermés (constitué exclusivement de communes et d'EPCI) et 12 syndicats mixtes ouverts (qui regroupent des communes, EPCI, mais également d'autres collectivités territoriales et établissements publics.

## Intercommunalités à fiscalité propre actuelles
| Forme juridique                                            | Nom                                          | no SIREN  | Date de création | Nombre de communes      | Population (der. pop. légale) | Superficie (km2) | Densité (hab./km2) | Siège                   | Président (Mandature 2020-2026) |
| ---------------------------------------------------------- | -------------------------------------------- | --------- | ---------------- | ----------------------- | ----------------------------- | ---------------- | ------------------ | ----------------------- | ------------------------------- |
| Communauté d'agglomération                                 | CA Paris - Vallée de la Marne                | 200057958 | 1er janvier 2016 | 12                      | 228 864 (2021)                | 95,80            | 2 389              | Torcy                   | Guillaume Le Lay-Felzine        |
| Communauté d'agglomération                                 | CA Melun Val de Seine                        | 247700057 | 19 novembre 1972 | 20                      | 136 524 (2021)                | 153,20           | 891                | Melun                   | Louis Vogel                     |
| Communauté d'agglomération                                 | CA Marne et Gondoire                         | 247700594 | 28 novembre 2001 | 20                      | 108 417 (2021)                | 105,0            | 1 032              | Bussy-Saint-Martin      | Jean-Paul Michel                |
| Communauté d'agglomération                                 | CA du Pays de Meaux                          | 200072130 | 1er janvier 2017 | 26                      | 108 794 (2021)                | 214,40           | 507                | Meaux                   | Jean-François Copé              |
| Communauté d'agglomération                                 | CA Coulommiers Pays de Brie                  | 200090504 | 1er janvier 2020 | 54                      | 94 527 (2021)                 | 581,90           | 162                | Coulommiers             | Ugo Pezzetta                    |
| Communauté d'agglomération                                 | CA du Pays de Fontainebleau                  | 200072346 | 1er janvier 2017 | 26                      | 69 175 (2021)                 | 437,40           | 158                | Fontainebleau           | Pascal Gouhoury                 |
| Communauté d'agglomération                                 | Val d'Europe Agglomération                   | 247700339 | 8 juillet 1987   | 10                      | 53 113 (2021)                 | 70,10            | 757                | Chessy                  | Philippe Descrouet              |
| Communauté de communes                                     | CC Les Portes Briardes Entre Ville et Forêts | 200023125 | 1er janvier 2010 | 5                       | 45 945 (2021)                 | 67,50            | 681                | Ozoir-la-Ferrière       | Jean-François Oneto             |
| Communauté de communes                                     | CC du Pays de Montereau                      | 247700107 | 23 avril 1974    | 21                      | 45 312 (2021)                 | 272,90           | 166                | Montereau-Fault-Yonne   | Jean-Marie Albouy               |
| Communauté de communes                                     | CC Moret Seine et Loing                      | 247700032 | 29 décembre 1972 | 18                      | 39 135 (2021)                 | 228,20           | 172                | Moret-Loing-et-Orvanne  | Patrick Septiers                |
| Communauté de communes                                     | CC Brie des Rivières et Châteaux             | 200070779 | 1er janvier 2017 | 31                      | 40 141 (2021)                 | 366,20           | 110                | Le Châtelet-en-Brie     | Christian Poteau                |
| Communauté de communes                                     | CC du Provinois                              | 200037133 | 2 avril 2013     | 39                      | 34 480 (2021)                 | 628,50           | 55                 | Provins                 | Olivier Lavenka                 |
| Communauté de communes                                     | CC Pays de Nemours                           | 200023240 | 10 décembre 2009 | 21                      | 29 718 (2021)                 | 224,80           | 132                | Nemours                 | Valérie Lacroute                |
| Communauté de communes                                     | CC de la Brie nangissienne                   | 247700701 | 29 août 2005     | 20                      | 28 210 (2021)                 | 294,10           | 96                 | Nangis                  | Gilbert Leconte                 |
| Communauté de communes                                     | CC Val Briard                                | 200072874 | 1er janvier 2017 | 21                      | 28 715 (2021)                 | 333,0            | 86                 | La Houssaye-en-Brie     | Isabelle Perigault              |
| Communauté de communes                                     | CC des Deux Morin                            | 200072544 | 1er janvier 2017 | 31                      | 26 517 (2021)                 | 394,20           | 67                 | La Ferté-Gaucher        | Jean-François Delesalle         |
| Communauté de communes                                     | CC de l'Orée de la Brie                      | 247700644 | 5 décembre 2003  | 4 (dont 1 dans le 91)   | 28 809 (2021)                 | 49,60            | 581                | Brie-Comte-Robert       | Jean Laviolette                 |
| Communauté de communes                                     | CC Plaines et monts de France                | 200033090 | 1er juin 2013    | 20                      | 25 565 (2021)                 | 144,70           | 177                | Dammartin-en-Goële      | Jean-Louis Durand               |
| Communauté de communes                                     | CC de la Bassée - Montois                    | 200040251 | 1er janvier 2014 | 42                      | 23 105 (2021)                 | 421,80           | 55                 | Donnemarie-Dontilly     | Roger Denormandie               |
| Communauté de communes                                     | CC Gâtinais-val de Loing                     | 200023919 | 30 décembre 2009 | 20                      | 18 422 (2021)                 | 338,0            | 55                 | Souppes-sur-Loing       | Jean-Jacques Hyest              |
| Communauté de communes                                     | CC du Pays de l'Ourcq                        | 247700065 | 13 décembre 1973 | 22                      | 17 327 (2021)                 | 234,70           | 74                 | Ocquerre                | Pierre Eelbode                  |
| Intercommunalités dont le siège est situé hors département |                                              |           |                  |                         |                               |                  |                    |                         |                                 |
| Communauté d'agglomération                                 | CA Grand Paris Sud Seine-Essonne-Sénart      | 200059228 | 1er janvier 2016 | 23 (dont 8 dans le 77)  | 357 664 (2021)                | 221,20           | 1 617              | Évry-Courcouronnes (91) | Michel Bisson                   |
| Communauté d'agglomération                                 | CA Roissy Pays de France                     | 200055655 | 1er janvier 2016 | 42 (dont 17 dans le 77) | 360 010 (2021)                | 340,90           | 1 056              | Roissy-en-France (95)   | Pascal Doll                     |

## Histoire

### Le SDCI de 2011
Le schéma départemental de coopération intercommunale (SDCI)  arrêté le 22 décembre 2011 et modifié par les commissions départementales de la coopération intercommunale (CDCI) de mars et novembre 2012 s'est traduit par : 
- la création de 2 communautés de communes (Terres du Gâtinais et Portes de la Brie) ;
- la création de 5 EPCI résultant de fusions ou de fusions-extensions (CC Plaines et Monts de France, CC de la Bassée - Montois, CC du Pays de Coulommiers, CC du Provinois et syndicat départemental des énergies de Seine-et-Marne (SDESM)  ;
- 9 EPCI à fiscalité propre ont vu leurs périmètres étendus à des communes isolées
- Le nombre de syndicats a été réduit de 2011 à 2015, passant de 381 à 340[25].

### La loi NOTRe et le SDCI de 2016
Dans le cadre des dispositions de la loi portant nouvelle organisation territoriale de la République (Loi NOTRe) du 7 août 2015, qui prévoit que les établissements publics de coopération intercommunale (EPCI) à fiscalité propre doivent avoir un minimum de 15 000 habitants (et 5 000 habitants en zone de montagnes), le préfet de Seine-et-Marne a rendu public le 13 octobre 2015 un nouveau projet de schéma départemental de coopération intercommunale (SDCI) qui prend en compte : 
- la création, le 1er janvier 2016, de la métropole du Grand Paris et de ses établissements publics territoriaux
- le  schéma régional de coopération territoriale (SRCI), arrêté par le Préfet de la région Ile-de-France le 4 mars 2015, puis amendé par la commission régionale de la coopération intercommunale, prévoyant les évolutions suivantes au 1er janvier 2016  : 
  - la fusion des communautés d’agglomération « Marne-et-Chantereine », « Marne-laVallée/ Val Maubuée » et « Brie Francilienne » ;
  - l’extension du périmètre de la CA Melun Val de Seine  aux communes de Pringy et Saint-Fargeau-Ponthierry, emportant dissolution de la CC Seine-École ;
  - le rattachement de 17 communes de la CC Plaines et Monts de France à deux communautés d’agglomération du Val-d’Oise, pour former un ensemble autour de la zone aéroportuaire de Roissy, la CA Roissy Pays de France ;
  - la fusion de la CA de Sénart avec les CA Évry Centre Essonne (91) et Seine-Essonne (91) ainsi que le SAN de Sénart en Essonne (91), étendue à la commune de Grigny (91), qui ont formé la Communauté d'agglomération Grand Paris Sud Seine-Essonne-Sénart ;
  - l’extension du périmètre de la CC de l'Orée de la Brie  à la commune de Varennes-Jarcy (91)[25],[26].

Après négociations dans le cadre de la CDCI, le préfet a arrêté le 30 mars 2016 un nouveau SDCI qui prévoit : 
- la création d'une communauté de communes ;
- la fusion de :
  - communauté de communes des Monts de la Goële et communauté d'agglomération du pays de Meaux ;
  - communauté de communes du Cœur de la Brie et communauté de communes de la Brie des Morin ;
  - communauté de communes de la Brie des moulins et communauté de communes du Pays de Coulommiers ;
  - communauté de communes de la Brie boisée, communauté de communes du Val Bréon et communauté de communes les Sources de l'Yerres + commune de Courtomer ;
  - la création d'une communauté d'agglomération résultant de la fusion de la communauté de communes du pays de Fontainebleau de la communauté de communes entre Seine et Forêt + 18 communes.

et l'extension d'autres EPCI à fiscalité propre à des communes qui sortiraient de leurs intercommunalités précédentes.
La mise en ouvre de ces projets, soumis à la majorité qualifiée des conseils communautaires et municipaux, se traduirait par la dissolution des intercommunalités suivantes : 
- Communauté de communes Vallées et Châteaux (14 219 habitants) ;
- Communauté de communes de l'Yerres à l'Ancœur (15 349 habitants) ;
- Communauté de communes des Gués de l'Yerres (12 846 habitants) ;
- Communauté de communes la Brie centrale (6 671 habitants) ;
- Communauté de communes des Terres du Gâtinais (11 506 habitants) ;
- Communauté de communes du Pays de Seine (9 161 habitants) ;
- Communauté de communes du pays de Bière (10 811 habitants) ;
- Communauté de communes du Bocage Gâtinais (5 171 habitants)[27].

### La loi NOTRe et le SDCI de 2017
Dans le cadre des dispositions de la loi portant nouvelle organisation territoriale de la République (Loi NOTRe) du 7 août 2015, qui prévoit que les établissements publics de coopération intercommunale (EPCI) à fiscalité propre doivent avoir un minimum de 15 000 habitants (et 5 000 habitants en zone de montagnes), le préfet de Seine-et-Marne a rendu public le 23 décembre 2016 un nouveau projet de schéma départemental de coopération intercommunale (SDCI) qui prend en compte le redécoupage de la plupart des intercommunalités, prévoyant les évolutions suivantes au 1er janvier 2017  : 
- la création d’une nouvelle communauté de communes par regroupement de la communauté de communes Vallées et Châteaux avec des communes voisines des communautés de communes de la Brie centrale, du Pays de Seine et des Gués de l’Yerres. Le nom de cette nouvelle entité est communauté de communes de la Brie des Rivières et Châteaux ;
- la fusion des communautés de communes de la Brie des Morin et du Cœur de la Brie pour devenir la communauté de communes des Deux Morin ;
- la fusion des communautés de communes du Pays de Coulommiers et de la Brie des Moulins pour devenir la communauté de communes du Pays de Coulommiers ;
- l'extension de la communauté de communes de la Brie Nangissienne à des communes voisines de la communauté de communes de l’Yerres à l’Ancœur et de la communauté de communes de la Brie centrale pour devenir la communauté de communes de la Brie Nangissienne ;
- l'extension de la communauté de communes des Deux Fleuves et de la communauté de communes du Bocage Gâtinais pour devenir la communauté de communes du Pays de Montereau :
- l'extension de la communauté de communes Moret Seine-et-Loing à la commune Flagy (ancienne communauté de communes du Bocage Gâtinais) pour devenir la communauté de communes Moret Seine-et-Loing ;
- l'extension de la communauté de communes du Pays de Nemours à des communes issues de la communauté de communes des Terres du Gâtinais pour devenir la communauté de communes du Pays de Nemours ;
- l'extension de la communauté d'agglomération Melun Val de Seine à des communes voisines (Villiers en Bière, Maincy, Limoges-Fourches et Lissy) pour devenir la communauté d'agglomération Melun Val de Seine ;
- la fusion-extension des communautés de communes Brie Boisée, Val Bréon, Sources de l’Yerres et de la commune de Courtomer pour devenir la communauté de communes du Val Briard ;
- la fusion-extension des communautés de communes du Pays de Fontainebleau, Pays de Seine, Entre Seine-et-Forêt, Pays de Bière et de communes issues de la communauté de communes des Terres du Gâtinais pour devenir la communauté d'agglomération du Pays de Fontainebleau.

## Anciennes intercommunalités
2009
La communauté de communes de la Visandre est dissoute et les communes qui la composaient rejoignent soit la communauté de communes les Sources de l'Yerres, soit la communauté de communes de la Brie Nangissienne.
2010
La communauté de communes de la campagne gâtinaise se fond dans la communauté de communes Gâtinais-val de Loing.
2013
- La communauté de communes des Portes de la Brie, la communauté de communes de la plaine de France et la communauté de communes du Pays de la Goële et du Multien fusionnent pour former la communauté de communes plaines et monts de France ;
- La communauté de communes de la Gerbe se fond dans la communauté de communes du Provinois  ;
- La communauté de communes de la Brie des Templiers et la communauté de communes Avenir et développement du secteur des Trois Rivières fusionnent pour former la communauté de communes du Pays de Coulommiers.

2014
La communauté de communes du Montois et la communauté de communes de la Bassée fusionnent pour former la communauté de communes Bassée-Montois.
2015
La communauté de communes de Seine-École est dissoute et les deux communes membres rejoignent la communauté d'agglomération Melun Val de Seine.
2016
- La communauté d'agglomération de Marne et Chantereine, la communauté d'agglomération de Marne-la-Vallée - Val Maubuée et la communauté d'agglomération de la Brie Francilienne fusionnent pour former la communauté d'agglomération Paris - Vallée de la Marne ;
- La communauté d'agglomération de Sénart fusionne avec plusieurs intercommunalités du département de l'Essonne pour former la communauté d'agglomération Grand Paris Sud Seine Essonne Sénart.

2017
- La communauté de communes Vallées et Châteaux, la communauté de communes la Brie Centrale, la communauté de communes du Pays de Seine et la communauté de communes des Gués de l'Yerres fusionnent pour former la communauté de communes de la Brie des Rivières et Châteaux ;
- La communauté de communes de la Brie des Morin et la communauté de communes du Cœur de la Brie fusionnent pour former la communauté de communes des Deux Morin ;
- La communauté de communes de la Brie des Moulins fusionne avec la communauté de communes du Pays de Coulommiers mais garde le nom de communauté de communes du Pays de Coulommiers ;
- La communauté de communes de la Brie Nangissienne s'agrandit avec les communes limitrophes de la communauté de communes de l'Yerres à l'Ancœur et de la communauté de communes la Brie centrale ;
- La communauté de communes des Deux Fleuves et la communauté de communes du Bocage Gâtinais (sauf la commune de Flagy) fusionnent pour former la communauté de communes du Pays de Montereau ;
- La commune de Flagy intègre la communauté de communes Moret Seine et Loing ;
- La communauté de communes de la Brie Boisée, la communauté de communes du Val Bréon, la communauté de communes les Sources de l'Yerres fusionnent pour former la communauté de communes du Val Briard, qui intègre aussi la commune de Courtomer ;
- La communauté de communes du pays de Fontainebleau, la communauté de communes du Pays de Seine, la communauté de communes entre Seine et Forêt, la communauté de communes du Pays de Bière  fusionnent pour former la nouvelle communauté d'agglomération du Pays de Fontainebleau, qui intègre aussi quelques communes issues de la communauté de communes des Terres du Gâtinais, dont les autres communes intègrent la Communauté de communes Pays de Nemours.
- Les communes de Ferrières-en-Brie et Pontcarré se détachent de la communauté de communes du Val Briard et intègrent la Communauté d'agglomération de Marne et Gondoire par arrêté du Préfet en date du 3 juillet[28],[29].

2018
- La communauté de communes du Pays de Coulommiers et la communauté de communes du Pays Fertois fusionnent le 1er janvier 2018, créant la communauté d'agglomération Coulommiers Pays de Brie[30] ;
- Les communes de Villeneuve-le-Comte et Villeneuve-Saint-Denis se détachent de la communauté de communes du Val Briard et intègrent la communauté d'agglomération Val d'Europe Agglomération le 1er janvier 2018[31].

2020
- La communauté d'agglomération Coulommiers Pays de Brie créée en 2018 fusionne avec la Communauté de communes du Pays Créçois pour créer une nouvelle communauté d'agglomération de 54 communes, qui conserve le nom de communauté d'agglomération Coulommiers Pays de Brie[32],[33]

## Autre cas
L'Association des communautés de communes du Val de Loing regroupe les deux communautés de communes du sud Seine et Marne : la Communauté de communes Gâtinais-Val de Loing (20 communes) et la Communauté de communes du pays de Nemours (10 communes). Son président en est Claude Jamet[Quand ?], maire de Bagneaux-sur-Loing et conseiller général du canton de Nemours.